# Adolf Schottmüller

Frontispiz zu Luther. Ein Heldenleben

Carl Gustav Adolf Schottmüller, bis 1858 Müller (* 29. Januar 1798 in Berlin; † 1. März 1871 ebendort), war ein deutscher Historiker, Lyriker und Erzieher.

## Leben
Adolf Müller kam als Sohn des Schriftstellers Gottfried August Müller (* um 1772) und der seit 20. Dezember 1789 mit ihm verehelichten Maria Carolina Henriette Müller, geb. Schott (um 1775–1812) zur Welt. Er hatte mehrere Schwestern.
Zunächst wurde er im Privatinstitut eines Dr. Mehring unterrichtet. Nach dem Tod seiner Mutter wurde Müller in die Lehre zu einem Hersteller chirurgischer Instrumente geschickt. Doch machte ihm der Lehrberuf wenig Freude. Bei der Rückkehr Napoleons aus Elba wollte er sich 1815 zur Armee werden, wurde jedoch als untauglich abgewiesen. 1816 trat er seine Gesellenwanderschaft an, die nach Süddeutschland und nach München führte.
Im Januar 1818 reiste Müller über Lindau nach Sankt Gallen und nach Zürich und fand im Sommer des Jahres eine Stelle bei einem Handwerker in Chur (Kanton Graubünden). Zu Beginn des folgenden Jahres verschlechterte sich seine Sehkraft. Augenärzte diagnostizierten bei ihm den Schwarzen Star. Im Juli 1819 kehrte er nach Berlin zurück. Da ihm seine mittellose Familie nicht helfen konnte, suchte er sich zum Privatlehrer auszubilden, wofür ihm Friedrich Wilhelm III. eine jährliche Unterstützung von 200 Talern gewährte. Auch die Gräfin Sophie von Schwerin, geb. Dönhoff, zählte zu seinen Förderern.
Als er im Jahr 1823 mit Unterstützung eines Freundes, des späteren Konsistorial- und Schulrats in Posen, Wilhelm Alexander Mehring (* 1802; † 14. Juni 1871), Sohn seines ehemaligen Lehrers, die Abiturprüfung bestand, war er vollkommen erblindet. Trotzdem nahm er ein Universitätsstudium auf und hörte Vorlesungen bei August Boeckh, August Neander und, nach anfänglichen Vorbehalten, auch bei Georg Wilhelm Friedrich Hegel, der ihn neben Heinrich Leo am nachhaltigsten beeindruckte. 1825 und 1827 beteiligte er sich jeweils mit historischen Schriften über Heinrich VII. und Erasmus von Rotterdam an einem Preisausschreiben der philosophischen Fakultät und bekam in beiden Fällen die Auszeichnung. Mit der erstgenannten Schrift wurde er am 15. Oktober 1828 zum Doktor promoviert.
Anschließend wollte sich Müller auch habilitieren, doch seiner Sehbehinderung wegen konnte er nicht auf eine akademische Karriere an der Berliner Universität hoffen. Von dem Beauftragten des Kultusministeriums für die Universität, Johannes Schulze, wurde er mit den Worten abgewiesen: „Ich werde nie meine Stimme zu Ihrer Anstellung geben, denn ein Blinder wird in seinen Leistungen einem Sehenden immer nachstehen.“ Müller sah sich gezwungen, mit Privatunterricht und Veröffentlichungen seinen Lebensunterhalt zu verdienen und „den Titel Professor ohne alle amtliche Stellung zu erlangen“.
Müller wurde Mitarbeiter an historischen und theologischen Zeitschriften und publizierte ein großes Werk über die Reformation in Brandenburg. Auf Empfehlung Wilhelm von Humboldts unterrichtete er die preußischen Prinzessinnen am Königshof.
Der Fleiß und die Belesenheit Müllers, der Literatur nur durch Vorlesen rezipieren konnte und seine Werke diktieren musste, stießen bei Gelehrten auf Bewunderung. Wilhelm von Humboldt sagte von ihm: „er ist mir die bedeutendste Erscheinung der neueren Zeit!“. Zu seinen Schülerinnen gehörte die Salonière und Autorin Helene von Hülsen, die Erinnerungen an ihn veröffentlichte.
Müller stellte Anthologien mit Gedichten zu historischen Themen zusammen, die er mit Anmerkungen versah. Er dichtete seinerseits Lyrik, die er diktierte und mitunter veröffentlichte. Obwohl er die Revolution von 1848 ablehnte, wandte er sich in der Ära der Reaktion gegen den Konservatismus der Kreuzzeitungspartei und trat mit polemischen Schriften gegen Friedrich Julius Stahl und Ernst Wilhelm Hengstenberg auf.
Zu Jahresbeginn 1858 erhielt er die Genehmigung, den Namen Schottmüller aus dem väterlichen Namen und dem Mädchennamen seiner Mutter zu kombinieren und für sich und seine inzwischen zahlreiche Familie zu führen.
Nach kurzer Krankheit verstarb Schottmüller am 1. März 1871 in Berlin.

## Familie
Im Juni 1829 verlobte sich Müller mit Helene Rockenstein (* um 1808; † 7. August 1885 in Berlin), die er am 13. April 1830 heiratete. Zu ihren Kindern gehört Waldemar Conrad Schottmüller, der ebenfalls Historiker wurde und seinem Vater die Schrift Die Entstehung des Stammherzogthums Baiern am Ausgang der karolingischen Periode widmete.

## Werke
- De vita Henrici VII. imperatoris Romani ex stirpe Luciliburgensi. Plahn'sche Buchhandlung, Berlin 1828, OCLC 311764622 (Latein).
- Leben des Erasmus von Rotterdam. Mit einleitenden Betrachtungen über die analoge Entwickelung der Menschheit und des einzelnen Menschen. Verlag Friedrich Christoph Perthes, Hamburg 1828, DNB 362281203 (Digitalisat bei der Bayerischen Staatsbibliothek; Digitalisat bei der Österreichischen Nationalbibliothek).
- Geschichte der Reformation in der Mark Brandenburg. Verlag Hermann Schultze, Berlin 1839, OCLC 243455244 (Digitalisat bei der Bayerischen Staatsbibliothek).
- Die Kyffhäuser-Sage. Decker, Berlin 1849, OCLC 253475856.
- Preußens Ehrenspiegel. Eine Sammlung preußisch-vaterländischer Gedichte von den ältesten Zeiten bis zum Jahre 1840. Als Herausgeber, mit Hermann Kletke. Gebauer'sche Buchhandlung, Berlin 1851, OCLC 163072761 (Digitalisat bei der Bayerischen Staatsbibliothek; Digitalisat bei HathiTrust).
- Die Schlacht bei Prag. Eine Jubelschrift. Gebauer'sche Buchhandlung, Berlin 1857, OCLC 9615035 (Digitalisat bei der Bayerischen Staatsbibliothek; Digitalisat bei der Österreichischen Nationalbibliothek).
- Die Schlacht bei Zorndorf. Eine Jubelschrift. Friedrich Schulze's Buchhandlung, Berlin 1858, OCLC 253935837 (Digitalisat bei der Bayerischen Staatsbibliothek).
- Die herrschenden Ideen in Friedrich's des Grossen Leben. Eine Vorlesung gehalten am 14. März 1861 im Asyle Schweizerhof. Verlag August Hirschwald, Berlin 1861, OCLC 899887322 (Digitalisat bei der Bayerischen Staatsbibliothek).
- Luther. Ein deutsches Heldenleben. Verlag B. Brigl, Berlin 1860, DNB 576413828 (Digitalisat bei der Österreichischen Nationalbibliothek; Digitalisat bei HathiTrust).
- Klio. Eine Sammlung historischer Gedichte. Mit einleitenden, historischen Anmerkungen. Als Herausgeber. Br. J. Petsch, Berlin 1840, OCLC 833001844 (Digitalisat bei HathiTrust).
- Selbstbiographie des erblindeten Berliner Professors Dr. Adolf Schottmüller. Mit dem Bilde des Verfassers und einem Nachtrag seiner Tochter. Verein zur Beförderung der Wirtschaftlichen Selbständigkeit der Blinden, Steglitz 1902, OCLC 918423596.